# Grace McCallum
Grace McCallum est une gymnaste américaine, née le 30 octobre 2002 à Cambridge dans le Minnesota, aux États-Unis. Elle remporte la médaille d'or au concours général par équipes lors des championnats du monde de gymnastique artistique 2018 puis en 2019.

## Biographie
Elle est médaillée d'argent du concours général par équipes des Jeux olympiques d'été de 2020 à Tokyo.

## Palmarès

### Jeux olympiques
- Tokyo 2020
  -  médaille d'argent au concours général par équipes

### Championnats du monde
- Doha 2018
  -  médaille d'or au concours général par équipes
- Stuttgart 2019
  -  médaille d'or au concours général par équipes